# 陈宗器 (1898年)
陈宗器（1898年7月27日—1960年），字步清，号伯簋、君衡、道衡，男，浙江新昌人，中国地球物理学家，曾任中国地球物理学会秘书长。